# Nové Hrady
Nové Hrady (deutsch Gratzen) ist eine Stadt im Okres České Budějovice in Tschechien. Sie gehört zur Region Südböhmen und liegt an der Grenze zu Österreich.

## Geographie
Nové Hrady liegt in Südböhmen an der Einmündung des Novohradský potok in die Stropnice. Die Stadt befindet sich in den Höhenzügen des gleichnamigen Gratzener Berglandes (Novohradské hory), nördlich der Stadt befindet sich eine Teichlandschaft. Zwei Kilometer südöstlich von Nové Hrady passiert die Straße nach Pyhrabruck die Binnengrenze zu Österreich und erreicht die Nachbargemeinde Unserfrau-Altweitra. Durch Nové Hrady verläuft die Bahnstrecke České Velenice–České Budějovice.
An Nové Hrady grenzen im Okres České Budějovice die Gemeinden Olešnice u Českých Budějovic, Horní Stropnice, Hranice u Nových Hradů, Petříkov, Žár und im Okres Jindřichův Hradec die Gemeinden České Velenice, Dvory nad Lužnicí, Nová Ves nad Lužnicí, Suchdol nad Lužnicí. Weiterhin grenzen die niederösterreichischen Gemeinden Großdietmanns, Moorbad Harbach und Unserfrau-Altweitra an Nové Hrady.

## Geschichte

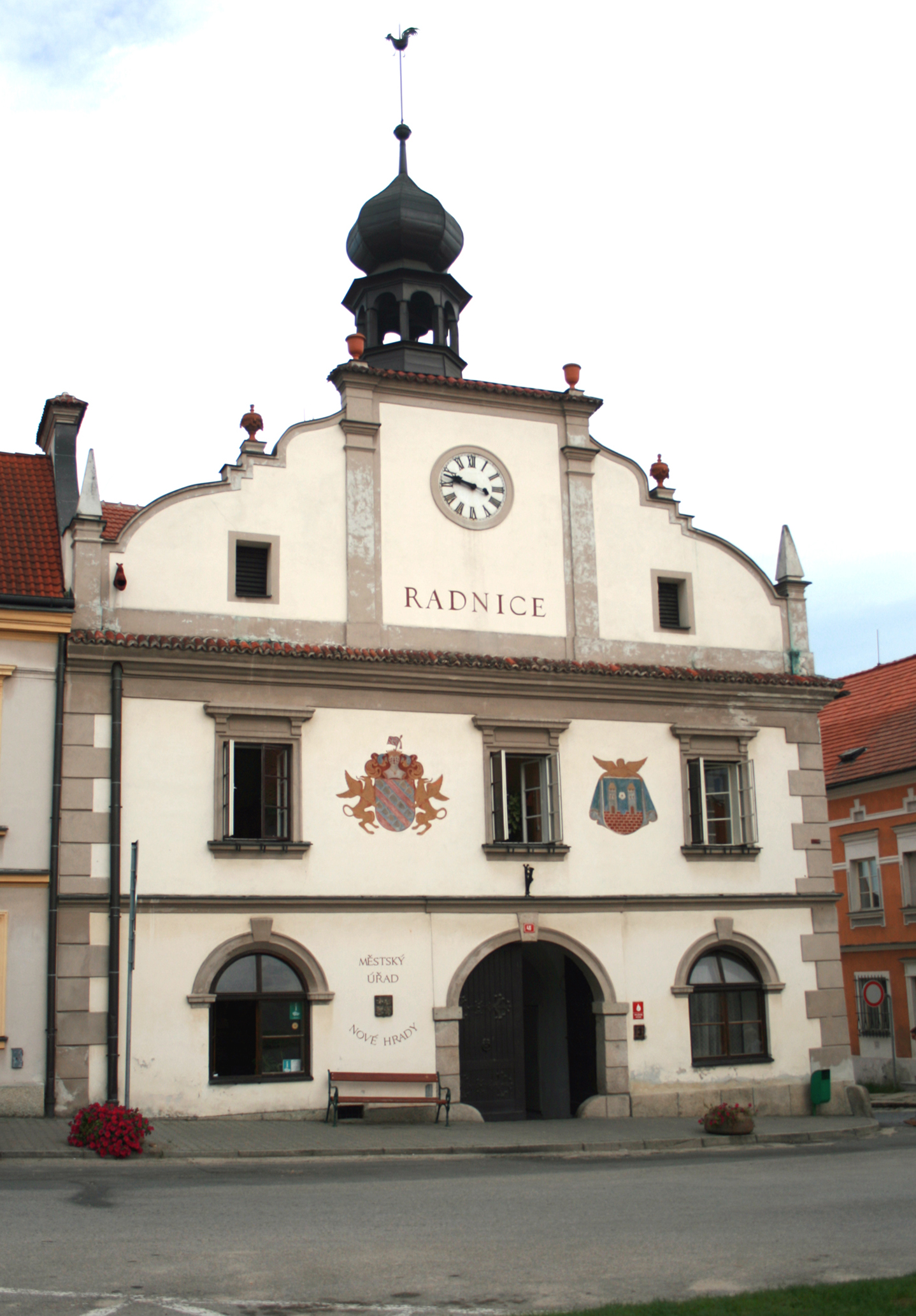
Rathaus

Bereits um 980 soll sich dort eine slawische Burganlage befunden haben. Die erste urkundliche Erwähnung stammt vom 21. Mai 1279, als sich Hogyrius de Gretzen (Hojer von Gratzen; Ojíř z Nového Hradu) aus dem witigonischen Zweig der Landstein als Besitzer der Burg Nové Hrady nachweisen lässt. 1291 war Gratzen im Besitz des Smil von Gratzen, der in diesem Jahr die Kirche von Deutsch-Reichenau dem Stift Hohenfurt schenkte. 1359 erwarben die Rosenberger Gratzen von Ojíř/Hojer und Vítek/Witiko von Landstein.
Der genaue Zeitpunkt, wann die unterhalb der Burg entstandene Ansiedlung zur Stadt erhoben wurde, ist nicht überliefert. Es wird angenommen, dass dies noch im 14. Jahrhundert zu Zeiten Ulrichs I. von Rosenberg erfolgte, der auch die Herrschaft Gratzen begründete und die Teiche nördlich der Stadt anlegen ließ. Bei dessen Tode im Jahre 1390 gehörten die Dörfer der Umgebung zur Herrschaft Gratzen. Unter dessen Sohn Heinrich III. von Rosenberg gelangte die Stadt zu Reichtum. Neben dem Verkauf des Holzes aus den umliegenden Waldgebieten und der Fertigung von Schindeln lebten die Bewohner vor allem vom Hopfenanbau und der Brauerei. Das Gratzener Bier wurde ins gesamte Herrschaftsgebiet der Rosenberger ausgeliefert.
1425 fielen die Hussiten unter Jan Hvězda z Vícemilic ein und brannten Stadt und Burg nieder. Während des Aufstandes gegen Georg von Podiebrad brandschatzten die Truppen Zdenkos von Sternberg 1467 Stadt und Burg erneut. Zu Beginn des 16. Jahrhunderts erlebte Gratzen seine Blütezeit, in mehreren der umliegenden Herrschaftsdörfer, wie Weißbach, Niederthal und Sonnberg, entstanden Brauereien. 1521 wurde der Große Teich (Byňovský rybník) bei Böhmdorf angelegt und 1568 die Teiche bei Gabernost und Sohors zu einem großen, dem heutigen Žárský rybník (Sohorser Teich) verbunden. Auch die Glasherstellung wurde ansässig, 1564 wurde in Piberschlag die erste Glashütte der Gratzener Herrschaft gegründet und 1588 folgte die Glashütte Wilhelmsberg bei Heilbrunn.
Besitzer der Herrschaft waren zu dieser Zeit Wilhelm von Rosenberg und dessen Bruder und Nachfolger Peter Wok, der letzte der Rosenberger. Am Ende des 16. Jahrhunderts bauten die Rosenberger die Alte Burg, die sich in einem schlechten Zustand befand, um. Nach dem Tode Peter Woks im Jahre 1611 gelangte Gratzen in den Besitz von Johann Georg von Schwanberg. Bis 1620 gehörte die Herrschaft dann Peter von Schwanberg, der sie verpfändete und dessen Besitz schließlich wegen dessen Beteiligung am Ständeaufstand von 1618 konfisziert wurde. Im Februar 1621 verlieh der böhmische Landesherr Ferdinand II. die Herrschaft Gratzen an seinen Feldherrn Charles Bonaventure de Longueval, Comte de Bucquoy.
1708 wurde die Anlage des Servitenklosters im Zentrum der Stadt erbaut. Zu Beginn des 19. Jahrhunderts erfolgte der Bau weiterer Glashütten in Niederthal und Georgenthal. 1802 begann an der Straße nach Gmünd der Bau des Neuen Schlosses, das 1810 unter Georg Franz August von Buquoy vollendet wurde und in dem zwischen 1832 und 1836 ein Schlosstheater spielte. 1852 ging in Jakule die erste maschinell betriebene Schneidemühle in Betrieb. Aus Buchers kommend hielt die Hinterglasmalerei in Gratzen Einzug.

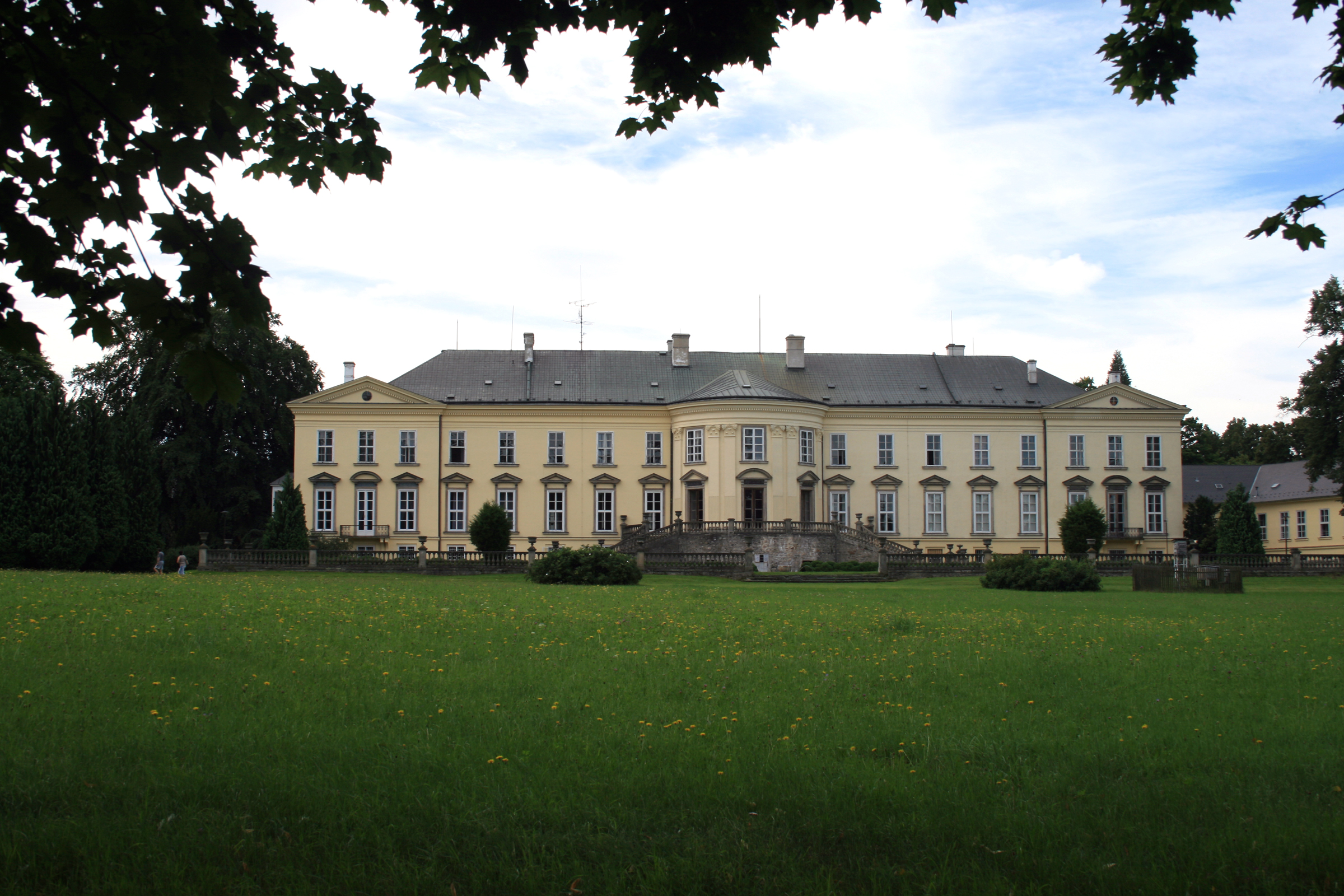
Schloss

Nach Aufhebung der Patrimonialgerichtsbarkeit wurde Gratzen Sitz eines Bezirksgerichts, erhielt ein Post- und Telegrafenamt sowie eine Gendarmeriestation. Die Einwohnerzahl vervierfachte sich fast innerhalb eines halben Jahrhunderts von 1272 (1846) auf 4525 (1900). In diese Zeit fällt auch der Bau der Eisenbahn von Pilsen nach Wien, deren Trasse ab 1869 fünf Kilometer nordöstlich der Stadt vorbeiführte und bei Jakule einen Bahnhof erhielt.
Im Jahr 1900 hatte die Stadt Gratzen in ihren damaligen Grenzen 1596 Einwohner, davon waren 1451 deutsch- und 33 tschechischsprachig.
Nach dem Zerfall der Habsburgermonarchie wurde Gratzen ab 1918 Teil der Tschechoslowakei. Die entstandene Grenzlage wirkte sich für die Stadt nachteilig aus. Das trug auch dazu bei, dass sich die Herrschaft Gratzen in dieser Zeit bei offiziellen Stellen als choulostivý místo republiky (misslichster Flecken der Republik) bezeichnete. Am 31. Juli 1920 wurden aus dem österreichischen Bezirk Gmünd durch die neue Grenzfestlegung die Dörfer Naglitz, Thiergarten und Weißenbach an die Tschechoslowakei abgetreten.
Im Jahre 1930 hatte die Stadt 1264 Einwohner, davon waren 913 deutsch- und 351 tschechischsprachig.
Nach dem Zweiten Weltkrieg wurde die deutsche Bevölkerung vertrieben; die Grafen Bucquoy wurden enteignet. Der später einsetzende Kalte Krieg und die Errichtung des Eisernen Vorhangs führten zu einer Verödung des Gratzener Landes, das nun am Ende der (sozialistischen) Welt, dicht am Grenzzaun, lag, wodurch zahlreiche Dörfer dem Verfall preisgegeben wurden.
Nach der Samtenen Revolution und der Grenzöffnung zu Österreich begann der Wiederaufbau der vernachlässigten Infrastruktur, und die Stadt sanierte ihre geschichtsträchtigen Bauwerke. Das umliegende Gratzener Bergland wurde wieder touristisch erschlossen.

## Gemeindegliederung
Die Stadt Nové Hrady  besteht aus den Ortsteilen Byňov (Böhmdorf), Nakolice (Naglitz), Nové Hrady, Obora (Thiergarten), Štiptoň (Winau), Údolí (Niederthal), Veveří (Piberschlag) und Vyšné (Weißenbach). Zu Nové Hrady gehören außerdem die Wohnplätze Cuknštejn (Zuckenstein), Fischerovy Chalupy (Fischerhöfe), Hlinov (Tonnberg), Hranice (Granitz), Jakule, Jandovka (Im Feuer), Janovka I (Johannesruh), Kapinos (Gabernost), Karlov (Karlsberg), Klín (Kling), Terezín (Neugebäu), Tereziino údolí (Jetzkobrunn) und Tomkův Mlýn und U Kollerů sowie die Wüstungen Jedlice (Göllitz) und Mýtiny (Kropfschlag). Grundsiedlungseinheiten sind Byňov, Hlinov, Jakule, Janovka I, Mýtiny, Nakolice, Nové Hrady, Obora, Štiptoň, Údolí, Veveří und Vyšné.
Das Gemeindegebiet gliedert sich in die Katastralbezirke Byňov, Mýtiny, Nakolice, Nové Hrady, Obora u Vyšného, Štiptoň, Údolí u Nových Hradů, Veveří u Nových Hradů und Vyšné.

## Bevölkerungsentwicklung
| Jahr      | 1869 | 1880 | 1890 | 1900 | 1910 | 1921 | 1930 | 1950 | 1961 | 1970 | 1980 | 1991 | 2001 | 2011 | 2021 |
| --------- | ---- | ---- | ---- | ---- | ---- | ---- | ---- | ---- | ---- | ---- | ---- | ---- | ---- | ---- | ---- |
| Einwohner | 4566 | 4900 | 4999 | 4997 | 4642 | 4375 | 4086 | 2221 | 2452 | 2373 | 2470 | 2622 | 2602 | 2513 | 2442 |

## Sehenswürdigkeiten

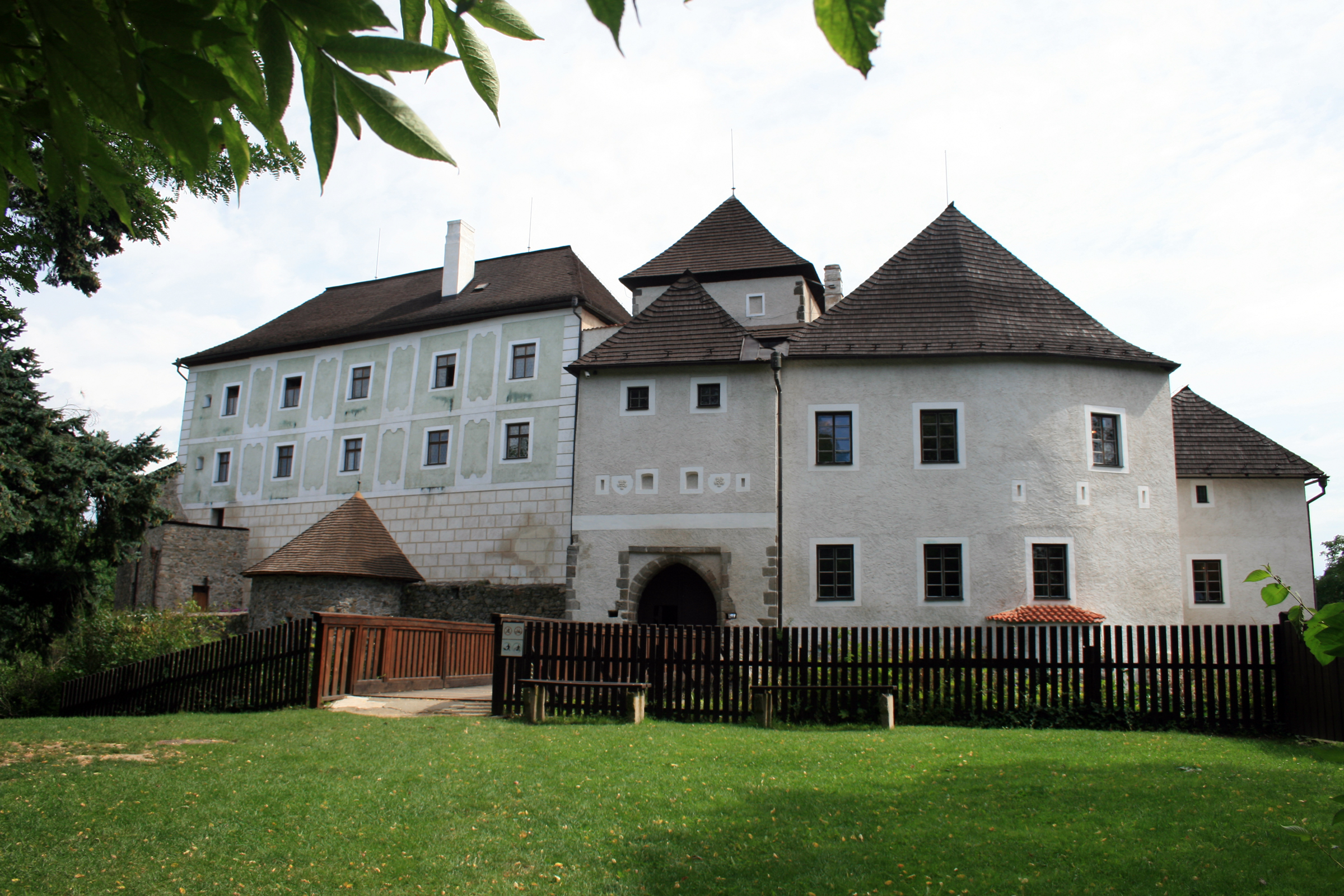
Burg

- Die 1277 durch die Witigonen erbaute Burg Nové Hrady ist nach Beendigung der Sanierungsarbeiten im Jahre 2000 wieder für den Besucherverkehr geöffnet.
- Das zwischen 1802 und 1810 im Empirestil errichtete dreiflügelige Schloss Nové Hrady gehörte bis 1945 den Grafen Bucquoy. Zu seiner Ausstattung gehörten ein Theatersaal und ein Konferenzraum, der einem Generalfeldherrnzelt des Dreißigjährigen Krieges nachgestaltet wurde. Das Schloss und die angegliederten Gebäude sind heute im Besitz der Akademie der Wissenschaften der Tschechischen Republik, welche hier zusammen mit der Südböhmischen Universität České Budějovice ein Forschungszentrum im Bereich der Biowissenschaften betreibt. Der Schlosspark ist öffentlich zugänglich. Im Schlosstheater oder dem Spiegelsaal finden gelegentlich kulturelle Veranstaltungen statt.
- Kirche St. Peter und Paul entstand 1284 und wurde ab 1679 zu ihrer heutigen Form umgebaut; die alte Bucquoysche Familiengruft von 1648 (Stein im Presbyterium).
- Das frühere Servitenkloster wurde 1677 durch Gotthard von Bucquoy gestiftet. Er machte damit nach seiner Genesung ein Versprechen wahr, das er 1664 nach seiner schweren Verwundung in der Türkenschlacht bei St. Gotthardt an der Raab geleistet hatte. Das barocke Bauwerk erhielt 1708 seine jetzige Gestalt.
- Die Gossingerschmiede (Novohradská kovárna) wurde 1719 durch die Schmiedefamilie Gossinger errichtet. Sie wurde bis 1879 betrieben und anschließend als Wohnhaus genutzt. Im Jahre 2000 kaufte die Stadt das heruntergekommene Gebäude und sanierte es. In der Schmiede erfolgen in den Sommermonaten und zu Feiertagen Vorführungen des alten Schmiedehandwerks.
- Stadtapotheke mit ihrer barocken Ausstattung
- Stadttor
- Steinerner Brunnen auf dem Marktplatz aus dem Jahre 1744
- Neugotische Familiengruft der Grafen Bucquoy, errichtet zwischen 1890 und 1892, nach Entwurf des Architekten Josef Schulz
- Das im Renaissancestil erbaute Rathaus von 1536
- Stadtresidenz der Grafen Bucquoy, ältere Häuser von 1634 gekauft von Maria Magdalene Bucquoy und in ein Stadtpalast umgebaut
- Das Theresiental (Terčino oder Tereziino údolí), ein unter Theresia von Bucquoy errichteter Waldpark, mit einem zwischen 1788 und 1797 erbauten Kurhaus für die Gräfin, der 1817 noch um einen Wasserfall und das 1852 erbaute Schweizerhaus erweitert wurde.
- Burg Cuknštejn, eine zwischen 1481 und 1490 durch Vilém Pouzar z Michnic angelegte Feste oberhalb des Theresientals

## Persönlichkeiten

### Söhne und Töchter der Stadt
- Johann von Oppolzer (1808–1871), Mediziner
- Robert Martinek (1889–1944), österreichischer Offizier, später Offizier der deutschen Wehrmacht
- Carl Hahn senior (1894–1961), deutscher Automobilmanager bei den Zschopauer Motorenwerke J.S. Rasmussen und Auto Union
- Rudolf Witzany (1911–1945), sudetendeutscher Redakteur und Schriftsteller
- Franz Schafranek (1930–1991), österreichischer Theatermann

### Weitere Persönlichkeiten
- Theobald Hock (1573–nach 1624), politischer Agent und Lyriker, lebte 1610 als Gast Peter Woks von Rosenberg in Gratzen.
- Georg Franz August von Buquoy (1781–1851), Mathematiker, Philosoph und Unternehmer, lebte von 1832 bis 1836 im Neuen Schloss.